# San Gemine
San Gemine o Gemino (Siria, VIII secolo – Ferento, 9 ottobre 915) è stato un monaco cristiano siriano.
È venerato come santo.

## Biografia
La sua biografia è affidata per lo più alla leggenda, secondo la quale Gemine nacque nell'VIII secolo in Siria da un militare, Milisieno, e da sua moglie Belliade. Dopo essere stato un militare come il padre diventò un eremita e si trasferì in Italia, prima a Fano, poi a Spoleto e infine a Casventum, l'odierna San Gemini. Trascorse gli ultimi anni, quando secondo la leggenda aveva oltre 115 anni, a Ferento, nei pressi dell'odierna Viterbo.
Ancora secondo la leggenda, la sua famiglia sarebbe stata uccisa per punire la sua opera di evangelizzazione.

## Culto
La Chiesa cattolica ne venera il culto il 9 ottobre. È patrono di San Gemini, Narni e Viterbo.